# Bittacus peringueyi
Bittacus peringueyi är en näbbsländeart som beskrevs av Esben-petersen 1913. Bittacus peringueyi ingår i släktet Bittacus och familjen styltsländor. Inga underarter finns listade i Catalogue of Life.